# 118 (nombre)
Pour les articles homonymes, voir 118 (homonymie).
118 (cent-dix-huit ou cent dix-huit) est l'entier naturel qui suit 117 et qui précède 119.

## En mathématiques
118 est un nombre nontotient : Il n'existe pas de solution à l'équation {\displaystyle \varphi (x)=118\,} où φ est l'indicatrice d'Euler ou fonction totient.

## Dans d'autres domaines
118 est aussi :
- le nombre d'éléments actuels dans le tableau périodique ;
- le numéro atomique de l'oganesson, un élément chimique de la série des gaz rares ;
- en France et au Royaume-Uni, le préfixe des renseignements téléphoniques mis en place par les opérateurs de télécommunications ;
- en Suisse, le numéro d'appel des pompiers ;
- années historiques : -118, 118 ;
- le nombre d'îles dans la ville de Venise ;
- ligne 118 .